# Aggeneys
Aggeneys ist ein Bergbauort im Distrikt Namakwa in der südafrikanischen Provinz Northern Cape. Er befindet sich im Norden der Provinz und in geringer Entfernung zur Grenze mit Namibia.
Der Ortsname leitet sich von einem Begriff aus der Sprache des Volks der Nama ab und meint „blutiger Platz“, „Ort des roten Tons“ oder einfach „roter Ort“. Ursprünglich war eine Farm so benannt, deren Bezeichnung sich später auf den Ort übertrug.

## Geographie
Aggeneys befindet sich auf dem Territorium der Lokalgemeinde Khâi-Ma. Die Stadt liegt etwa 60 Kilometer westlich von Pofadder und am südlichen Fuß der Aggeneys Mountains. Die Berge bilden in Südafrika einen der geologisch am kompliziertesten aufgebauten Gebirgskomplexe.
Die Landschaften um Aggeneys gehören biogeographisch zum in der Provinz Northern Cape verbreiteten Biom der Sukkulentenkaroo.
Eigenständige (main place) Nachbarorte sind östlich Pofadder und Springbok im Südwesten.

## Geschichte
Das Gebiet der Black Mountain bei Aggeneys war 1929 erstmals das Ziel einer geologischen Erkundung. Durch die Okiep Copper Company wurde 1972 die erste lagerstättenkundliche Untersuchung des Gebiets auf Höffigkeit unternommen. Daraufhin begannen 1978 erste bergbauliche Aktivitäten im Broken-Hill-Erzkörper. Im September 1998 übernahm eine Tochterfirma der Anglo American plc alle Geschäftsanteile des bestehenden Bergwerks. Seither ist der Bergbau der größte Arbeitgeber in der Region. Im Jahr 2011 kaufte der britische Konzern Vedanta die Bergwerke Black Mountain Mine und Gamsberg Mine von Anglo American.

## Bevölkerung
Gemäß der Volkszählung von 2011 lebten hier 2262 Personen in 573 Haushalten auf 205,68 km². Davon waren 62 % Coloureds, 23 % schwarz und 14 % weiß. Als Hauptsprache gaben 81,5 % Afrikaans, 10,3 % isiXhosa, 3,3 % Setswana und 2,7 % Englisch an.

## Wirtschaft

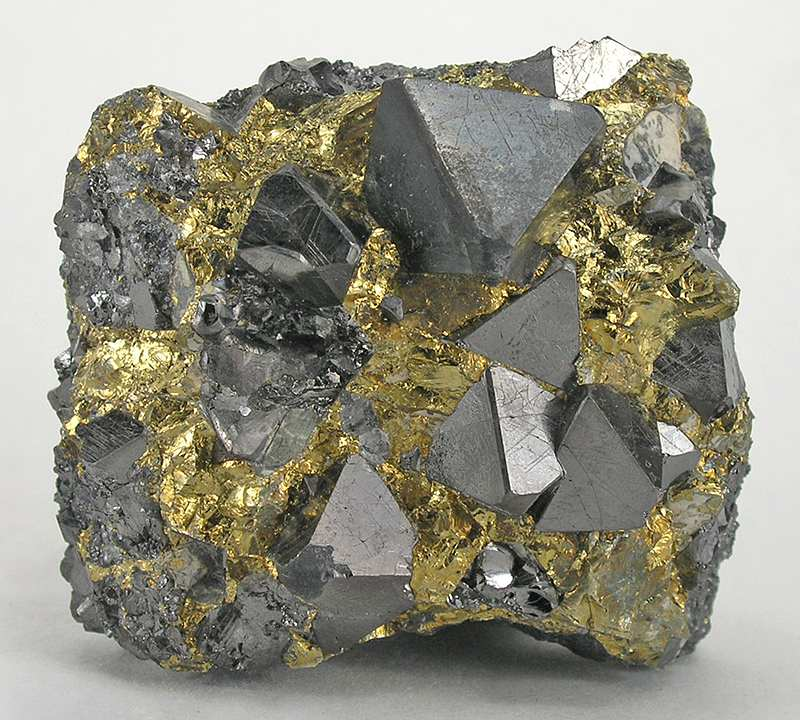
Handstück einer Magnetit-Chalkopyrit-Vererzung aus der Umgebung von Aggeneys (Magnetitkristalle dunkel-metallisch)

Die Einwohner von Aggeneys lebent überwiegend vom Bergbau und von der Subsistenzwirtschaft. In der Umgebung werden hier Erze mit wirtschaftlich interessanten Gehalten an Blei, Kupfer, Silber und Zink gewonnen.
Westlich der Stadt arbeiten die Broken Hill Mine und die Swartberg Mine im Untertagebetrieb. Eine Erweiterung der Swartberg Mine im Tagebau wird untersucht. In der Nähe von beiden gibt es eine Aufbereitungsanlage, deren da erzeugte Erzkonzentrate mit LKW zu einer Eisenbahnverladestation transportiert werden.
Weil es sich hier um die als weltgrößte bekannte Zinkerz-Lagerstätte handelt, haben sich weitere Bergbauaktivitäten entwickelt. Die 2019 eröffnete Gamsberg Open Pit Mine von Vedanta Zinc International (VZI), deren südafrikanischer Geschäftssitz sich in Sandton befindet, ist ein weiterer industrieller Standort in Aggeneys. Das Bergwerk liegt etwa 10 Kilometer östlich der Stadt im Bereich des Gamsberg, eine isolierte Erhebung in der Karoolandschaft. Eine Verarbeitungsanlage zur Erzeugung von Erzkonzentraten ist dem Tagebau angeschlossen.
Nach einem Grubenunglück, in dessen Verlauf 10 Mitarbeiter betroffen waren, wurde der Betrieb ab 17. November 2020 eingestellt. Nach einigen Wochen erteilte die südafrikanische Bergbehörde eine Freigabe und im Januar 2021 konnte der Betrieb wieder aufgenommen werden. Es wird insgesamt von einer 30-jährigen Betriebsdauer ausgegangen.

## Verkehr
Die Nationalstraße N14 verläuft am Rande der Ortschaft in Richtung Upington bis nach Johannesburg und Pretoria. Von hier zweigt eine nach Südosten fast geradlinig verlaufende Landstraße zum entfernten Halfweg ab, eine kleine Siedlung mit Servicebahnhof an der Bahnstrecke Sishen–Saldanha.
Zwei Landepisten für Flugzeuge ergeben den Aggeneys Airport am Rande des Bergbauortes.

## Sehenswürdigkeiten
- Flora und Fauna der Sukkulentenkaroo
- Mineralfundstätten